# Cảng Los Angeles

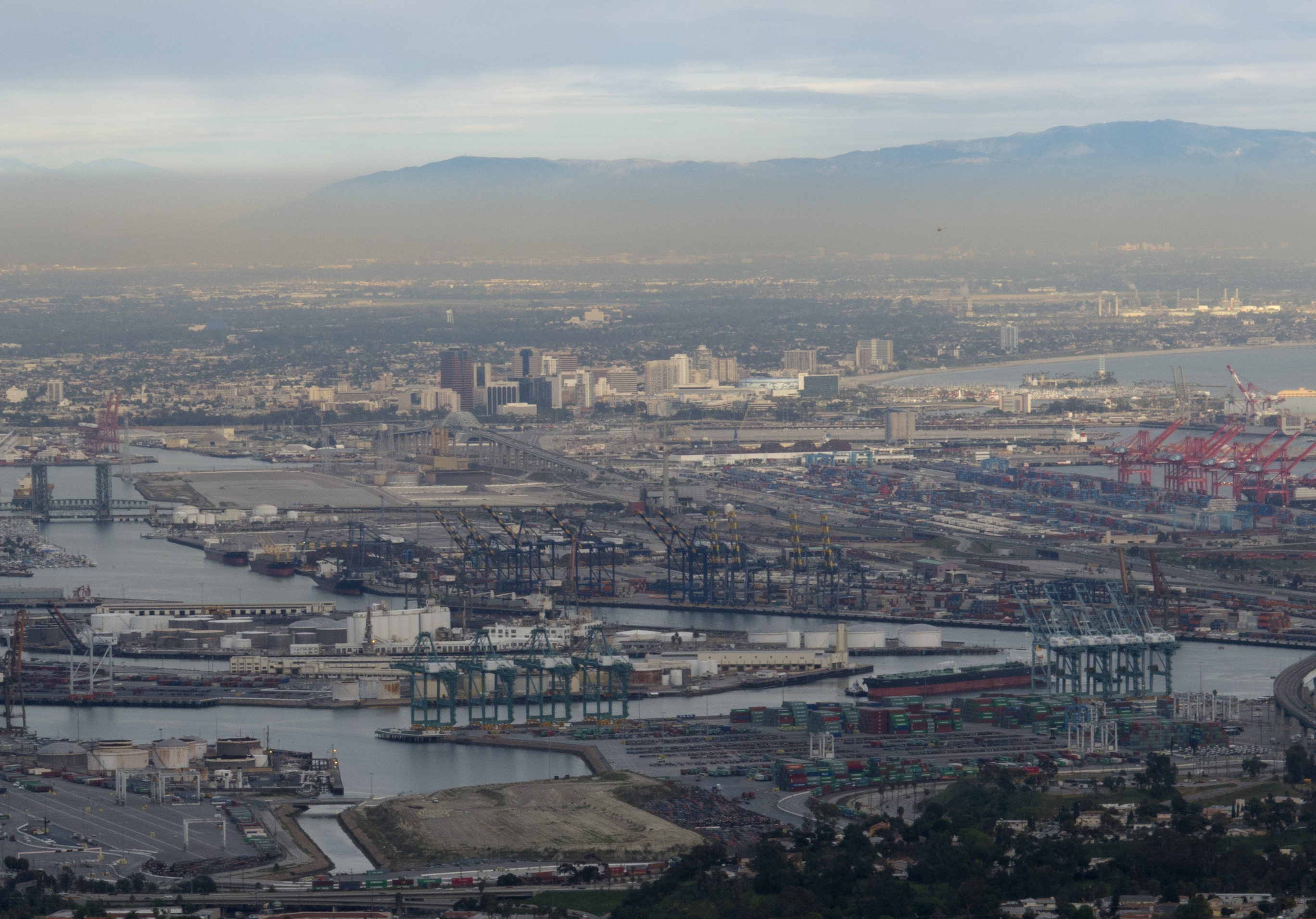
Toàn cảnh cảng Los Angeles và cảng Long Beach từ Palos Verdes

Cảng Los Angeles còn gọi là cảng Quốc tế Los Angeles là một tổ hợp cảng chiếm diện tích lên tới 7.500 ha (3.000 ha) cùng 43 dặm (69 km) chiều dài của bờ sông. Cảng nằm trên vịnh San Pedro ở San Pedro, cách trung tâm thành phố Los Angeles khoảng 20 dặm (32 km) về phía nam. Cảng Los Angeles giáp với cảng Long Beach, với số lượng người làm việc tại đây lên tới hơn 16.000 người, và là cảng bận rộn nhất ở Hoa Kỳ. Nhằm đảm bảo an toàn cho khu vực cảng, cảng Los Angeles có lực lượng cảnh sát Cảng Los Angeles để chống tội phạm khủng bố, lực lượng cứu hộ tại bãi biển Cabrillo thuộc cảng.

## Lịch sử

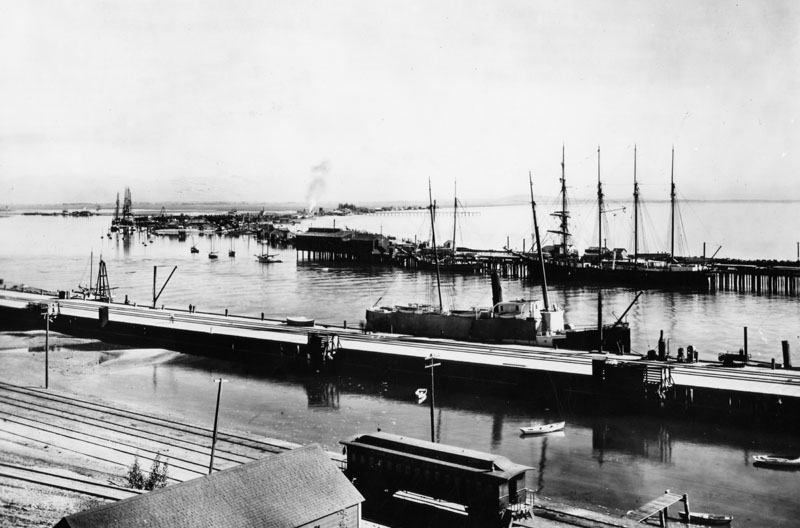
Cảng Los Angeles, 1899

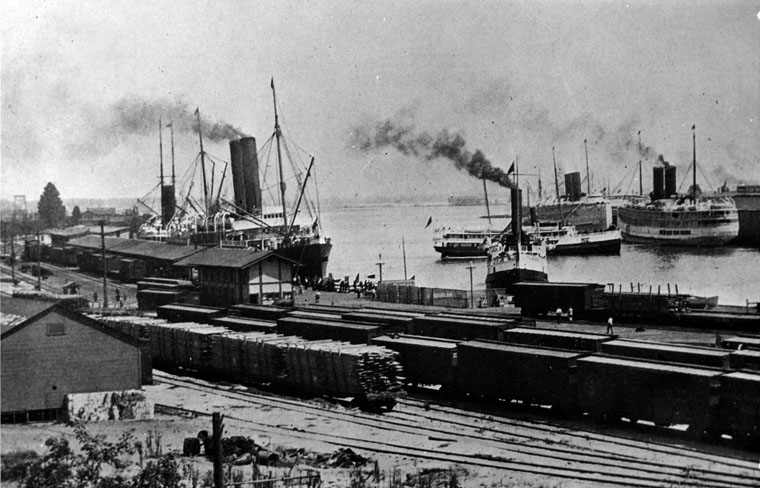
Cảng Los Angeles, 1913

Năm 1542, Juan Rodriquez Cabrillo phát hiện ra "Vịnh Khói". Vịnh San Pedro ban đầu là một bãi bồi nông, nền đất quá mềm để xây dựng một bến cảng. Tàu thăm dò đưa ra hai lựa chọn là neo đậu ngoài xa và sử dụng những tàu nhỏ để đưa hàng hóa và hành khách vào bờ, hoặc neo đậu tại các bãi biển gần đó đưa ra trong cuốn Two Years Before the Mast của Richard Henry Dana, Jr một thành viên phi trên đoàn tàu thăm dò vào năm 1834 đến thăm vịnh San Pedro. Sau đó, Phineas Banning được coi là cha đẻ của cảng này đã cải thiện cảng rất nhiều vào năm 1871 với việc xúc tiến nạo vét bùn sâu thêm 10 feet (3,0 m). Cảng là nơi tập kết của 50.000 tấn mỗi năm. Từ đây có các tuyến đường kết nối San Pedro với Salt Lake, Utah và Yuma, Arizona. Vào năm 1868, một tuyến đường sắt kết nối vịnh San Pedro tới Los Angeles, là tuyến đường đầu tiên trong khu vực.
Sau khi cái chết của con trai ông vào năm 1885, ông đã theo đuổi lợi ích của mình trong việc thúc đẩy mở rộng cảng, xử lý 500.000 tấn trong năm đó. Công ty Giao thông vận tải miền Nam Thái Bình Dương và Collis P. Huntington muốn tạo ra cảng Los Angeles tại Santa Monica, và xây dựng các bến cảng dài trong năm 1893. Tuy nhiên, Los Angeles Times xuất bản bởi Harrison Gray Otis và thượng nghị sĩ Stephen M. White đẩy mạnh việc mở rộng cảng ở San Pedro. Việc cạnh tranh này đã được giải quyết bởi ủy ban do đô đốc John C. Walker thành lập. Ủy ban Cảng Los Angeles được thành lập vào năm 1907. Với sự hỗ trợ của chính phủ Mỹ, một đê chắn sóng bắt đầu xây dựng vào năm 1899 và khu vực được sáp nhập vào Los Angeles vào năm 1909.
Năm 1912, tuyến đường sắt Nam Thái Bình Dương hoàn thành với bến chính tại cảng. Trong những năm 1920, cùng với cảng ở San Francisco thì cảng Los Angeles là các cảng biển bận rộn nhất ở bờ tây Hoa Kỳ. Đầu những năm 1930 cảng được mở rộng trên quy mô với việc xây dựng đê chắn sóng lớn nữa. Ngoài việc xây dựng đê chắn sóng bên ngoài này, một đê chắn sóng bên trong được xây dựng tắt qua đảo Terminal với bến cảng cho tàu biển và bến tàu nhỏ hơn được xây dựng tại cảng Long Beach. Đây là bến cảng được cải thiện để tổ chức cho các thuyền cập cảng trong sự kiện Thế vận hội mùa hè năm 1932. Trong chiến tranh thế giới II cảng được sử dụng chủ yếu cho ngành đóng tàu, tuyển dụng hơn 90.000 người. Trong năm 1959, Công ty Thương Hawaii Matson Navigation đã cập cảng 20 container, đưa cảng chuyển sang vận tải container. Việc xây dựng cầu Vincent Thomas năm 1963 cải thiện rất nhiều trong việc vào cảng, cho phép để tăng lưu lượng tàu vào và tiếp tục mở rộng cảng. Năm 1985, cảng đã đạt số lượng bốc dỡ một triệu thùng container trong một năm. Năm 2000, The Pier 400 các dự án nạo vét và xử lý rác thải ở cảng được hoàn thành.

## Vận chuyển
Năm 2011, cảng này là điểm bốc dỡ của 7.900.000 container khiến nó là cảng lớn nhất ở Hoa Kỳ về lượng hàng hóa bốc dỡ và là cảng bận rộn đứng thứ 16 trên thế giới (2011), kết hợp với Cảng Long Beach thì nơi đây là cụm cảng quốc tế lớn thứ 6 thế giới. Các đối tác thương mại hàng đầu của cảng tới từ các quốc gia: Trung Quốc, Nhật Bản, Đài Loan, Hàn Quốc, Thái Lan với hàng hóa chủ yếu là các đồ nội thất, giày dép, đồ chơi, phụ tùng ô tô và hàng may mặc.
Cảng cũng có sự phục vụ của tuyến đường sắt bởi cảng đường bộ Thái Bình Dương và hệ thống đường cao tốc chạy về phía Bắc có tên là Hành lang Alameda. Hiện nay, cảng này đang có kế hoạch nạo vét sâu thêm khoảng 50 feet  để có thể cho những tàu chở hàng lớn nhất thế giới cập cảng như: thế hệ tàu container Mærsk Emma Maersk hay Phân lớp thứ ba Maersk.